# Aye Nu Sein
Aye Nu Sein (birmà: အေးနုစိန်), nascuda el 24 de març de 1957 a Sittwe, és una advocada i política birmana. Forma part de l'ètnia Rakhine, copresidenta del Partit Nacional d'Arakan, i membre del Consell d'Administració Estatal de Myanmar. Va ser escollida per formar part del Consell el 3 de febrer de 2021, després del cop d'estat a Myanmar.